# Хейзер, Фридрих
Фридрих Вильгельм Теодор Хейзер (нем. Friedrich Wilhelm Theodor Heyser; 12 сентября 1857, Гнойен — 7 сентября 1921, Дрезден) — немецкий художник.

## Биография

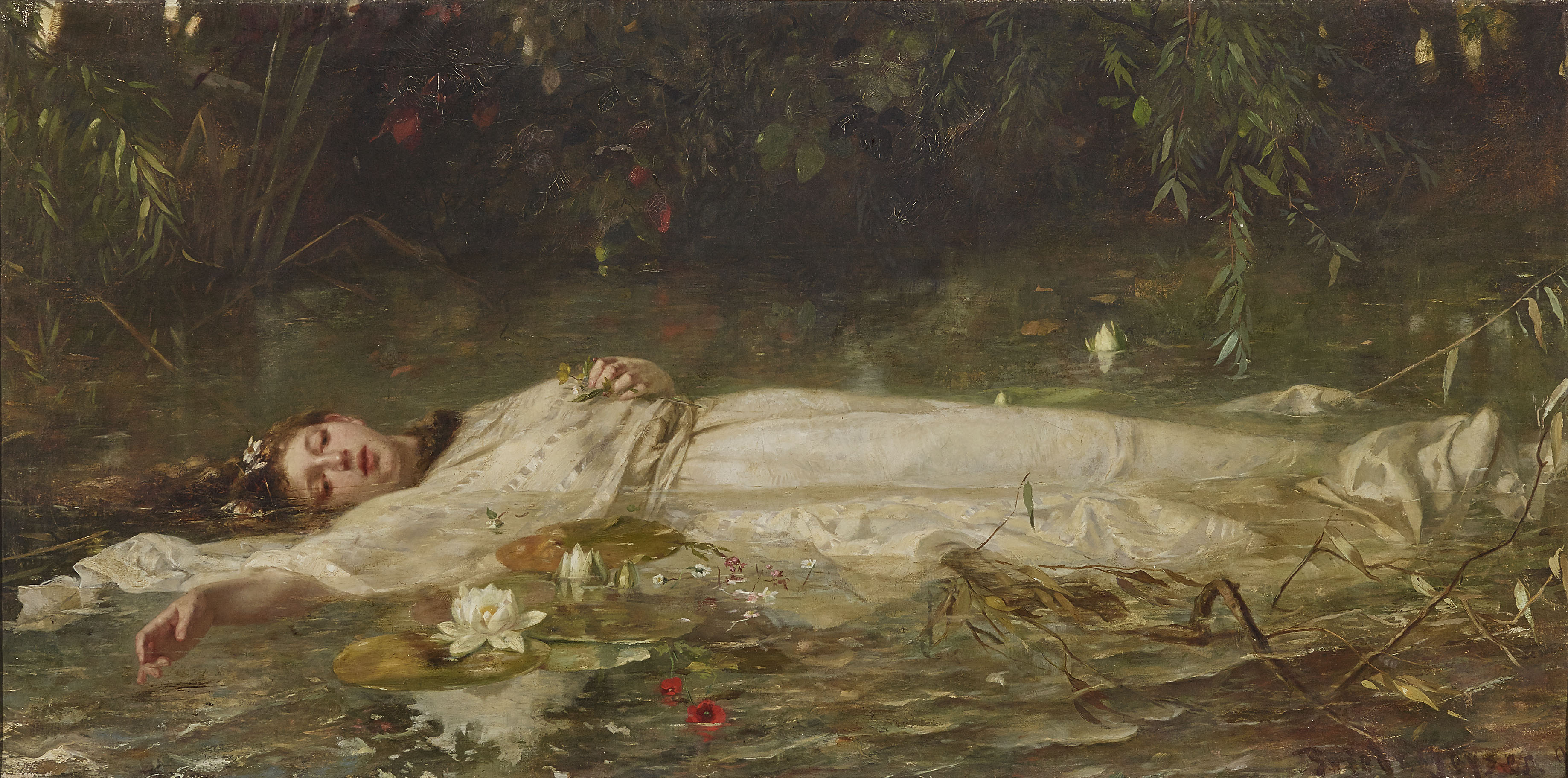
Офелия

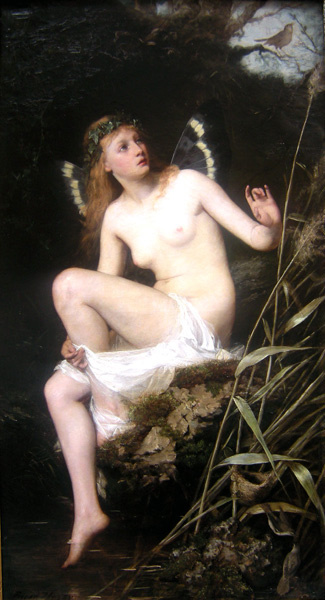
Нимфа

С 1880 по 1883 год учился в Академии изящных искусств в Дрездене у Леона Поле и Пауля Мона. С 1883 по 1885 год продолжил учёбу в Академии изящных искусств в Карлсруэ под руководством Фердинанда Келлера. В 1890 году какое-то время посещал Академию Жюлиана в Париже. Жил и работал в Берлине, Бад-Гарцбурге и Дрездене.
Художник-портретист, пейзажист, жанрист, исторический живописец. Создал ряд портретов известных личностей, а также жанровые полотна, часто основанные на немецкой поэзии. В последние годы своей жизни написал несколько пейзажей с острова Фёр и Фрисландии.